# Foucherans (Jura)
Pour les articles homonymes, voir Foucherans (Doubs).
Foucherans est une commune française située dans le département du Jura, dans la région culturelle et historique de Franche-Comté et la région administrative Bourgogne-Franche-Comté.
Situé contre le revers sud-ouest de la colline doloise à 214 m environ d'altitude moyenne, le village, traversé par la Blaine, occupe le val sur un tiers du territoire communal, le reste étant occupé par les bois et les champs.

## Toponymie
- D'après Perrenot : en 1148 « Folcerens » : ce serait un Folcaringos chez les Folcaringi, formé sur le mot Folcarius : mot à mot : « le chef du peuple », on y reconnait sans peine l'allemand « volk » : peuple.
- D'après Vuillemot : de Fole : troupeau, troupe, armée; de Rens : rang, file, rangée donc le lieu où étaient rangés les troupeaux ou un bivouac militaire. Classiquement, la terminaison Ans ou Ens date de la période burgonde soit à partir du VIe siècle.

## Géographie
Installée au fond d'un vallon traversé par la Belaine, la commune de Foucherans est située dans la proche périphérie de la ville de Dole. 
L'ensemble du territoire Foucheranais s'étend dans ses plus grandes dimensions sur environ 4,2 kilomètres d'est en ouest et sur 3,8 kilomètres du nord au sud. Ainsi délimitée, la commune a une superficie de 768 hectares. Elle est bordée en ouest et au nord par Champvans, à l'est par Dole, au sud par Choisey et au sud-ouest par Damparis. Le Bourg de Foucherans, dont le développement s'est fait contre le revers sud-ouest de la colline doloise, est situé au fond du vallon alluvial de la Belaine de part et d'autre de ses rives. Le village s'étend sur un tiers du val, le reste du territoire est occupé par les bois et les champs. Du centre du village à Dole, on passe d'une altitude moyenne de 214 mètres à 230 mètres ; du centre en direction de Champvans et Monnières, au nord, on passe de 214 mètres à 250 mètres; en direction de la Combe des Archers de 214 à 253 mètres. Le point culminant se trouve en direction de Champvans, à 270 mètres d'altitude environ.

### Climat
Pour des articles plus généraux, voir Climat de la Bourgogne-Franche-Comté et Climat du département du Jura.
En 2010, le climat de la commune est de type climat océanique dégradé des plaines du Centre et du Nord, selon une étude du Centre national de la recherche scientifique s'appuyant sur une série de données couvrant la période 1971-2000. En 2020, Météo-France publie une typologie des climats de la France métropolitaine dans laquelle la commune est exposée à un climat semi-continental et est dans la région climatique  Bourgogne, vallée de la Saône, caractérisée par un bon ensoleillement (1 900 h/an), un été chaud (18,5 °C), un air sec au printemps et en été et des vents faibles. 
Pour la période 1971-2000, la température annuelle moyenne est de 10,6 °C, avec une amplitude thermique annuelle de 17,5 °C. Le cumul annuel moyen de précipitations est de 978 mm, avec 12,1 jours de précipitations en janvier et 8,5 jours en juillet. Pour la période 1991-2020, la température moyenne annuelle observée sur la station météorologique de Météo-France la plus proche, « Dole », sur la commune de Dole à 3 km à vol d'oiseau, est de 11,6 °C et le cumul annuel moyen de précipitations est de 1 023,0 mm. 
La température maximale relevée sur cette station est de 40 °C, atteinte le 31 juillet 2020 ; la température minimale est de −24 °C, atteinte le 10 janvier 1985,,. 
| Mois                                  | jan.           | fév.           | mars             | avril         | mai             | juin           | jui.           | août           | sep.          | oct.          | nov.            | déc.           | année    |
| ------------------------------------- | -------------- | -------------- | ---------------- | ------------- | --------------- | -------------- | -------------- | -------------- | ------------- | ------------- | --------------- | -------------- | -------- |
| Température minimale moyenne (°C)     | −0,4           | −0,4           | 2,2              | 4,9           | 9               | 12,4           | 14,1           | 13,8           | 10,4          | 7,4           | 3,1             | 0,5            | 6,4      |
| Température moyenne (°C)              | 2,8            | 3,9            | 7,7              | 11,1          | 15,1            | 18,8           | 20,8           | 20,5           | 16,4          | 12,1          | 6,7             | 3,6            | 11,6     |
| Température maximale moyenne (°C)     | 6,1            | 8,1            | 13,2             | 17,3          | 21,2            | 25,2           | 27,5           | 27,2           | 22,4          | 16,9          | 10,3            | 6,7            | 16,8     |
| Record de froid (°C) date du record   | −24 10.01.1985 | −18 05.02.1963 | −14,1 06.03.1971 | −5,5 08.04.03 | −3,8 04.05.1985 | 0,8 30.06.1984 | 1,5 05.07.1984 | 3,5 31.08.1986 | 0 19.09.1962  | −6 31.10.1997 | −9,5 24.11.1998 | −18 28.12.1962 | −24 1985 |
| Record de chaleur (°C) date du record | 17,8 01.01.23  | 21,5 24.02.21  | 26 24.03.01      | 31 21.04.18   | 33,4 23.05.1969 | 38 27.06.19    | 40 31.07.20    | 40 08.08.03    | 36 03.09.1962 | 30 02.10.23   | 23,2 08.11.15   | 18 16.12.19    | 40 2020  |
| Précipitations (mm)                   | 77,8           | 71,6           | 72,5             | 79,1          | 96,8            | 80             | 78,8           | 83,7           | 86,6          | 103,9         | 104,1           | 88,1           | 1 023    |

| Diagramme climatique                                  |             |             |             |           |            |              |              |              |              |              |            |
| J                                                     | F           | M           | A           | M         | J          | J            | A            | S            | O            | N            | D          |
| 6,1−0,477,8                                           | 8,1−0,471,6 | 13,22,272,5 | 17,34,979,1 | 21,2996,8 | 25,212,480 | 27,514,178,8 | 27,213,883,7 | 22,410,486,6 | 16,97,4103,9 | 10,33,1104,1 | 6,70,588,1 |
| Moyennes : • Temp. maxi et mini °C • Précipitation mm |             |             |             |           |            |              |              |              |              |              |            |

Les paramètres climatiques de la commune ont été estimés pour le milieu du siècle (2041-2070) selon différents scénarios d'émission de gaz à effet de serre à partir des nouvelles projections climatiques de référence DRIAS-2020. Ils sont consultables sur un site dédié publié par Météo-France en novembre 2022.

## Urbanisme

### Typologie
Au 1er janvier 2024, Foucherans est catégorisée ceinture urbaine, selon la nouvelle grille communale de densité à sept niveaux définie par l'Insee en 2022.
Elle appartient à l'unité urbaine de Dole, une agglomération intra-départementale regroupant huit  communes, dont elle est une commune de la banlieue,,. Par ailleurs la commune fait partie de l'aire d'attraction de Dole, dont elle est une commune de la couronne,. Cette aire, qui regroupe 87 communes, est catégorisée dans les aires de 50 000 à moins de 200 000 habitants,.

### Occupation des sols
L'occupation des sols de la commune, telle qu'elle ressort de la base de données européenne d’occupation biophysique des sols Corine Land Cover (CLC), est marquée par l'importance des territoires agricoles (45,7 % en 2018), en diminution par rapport à 1990 (50,1 %). La répartition détaillée en 2018 est la suivante : 
forêts (32,4 %), terres arables (19,4 %), zones urbanisées (18,8 %), prairies (14,3 %), zones agricoles hétérogènes (11,9 %), zones industrielles ou commerciales et réseaux de communication (3,1 %). L'évolution de l’occupation des sols de la commune et de ses infrastructures peut être observée sur les différentes représentations cartographiques du territoire : la carte de Cassini (XVIIIe siècle), la carte d'état-major (1820-1866) et les cartes ou photos aériennes de l'IGN pour la période actuelle (1950 à aujourd'hui).

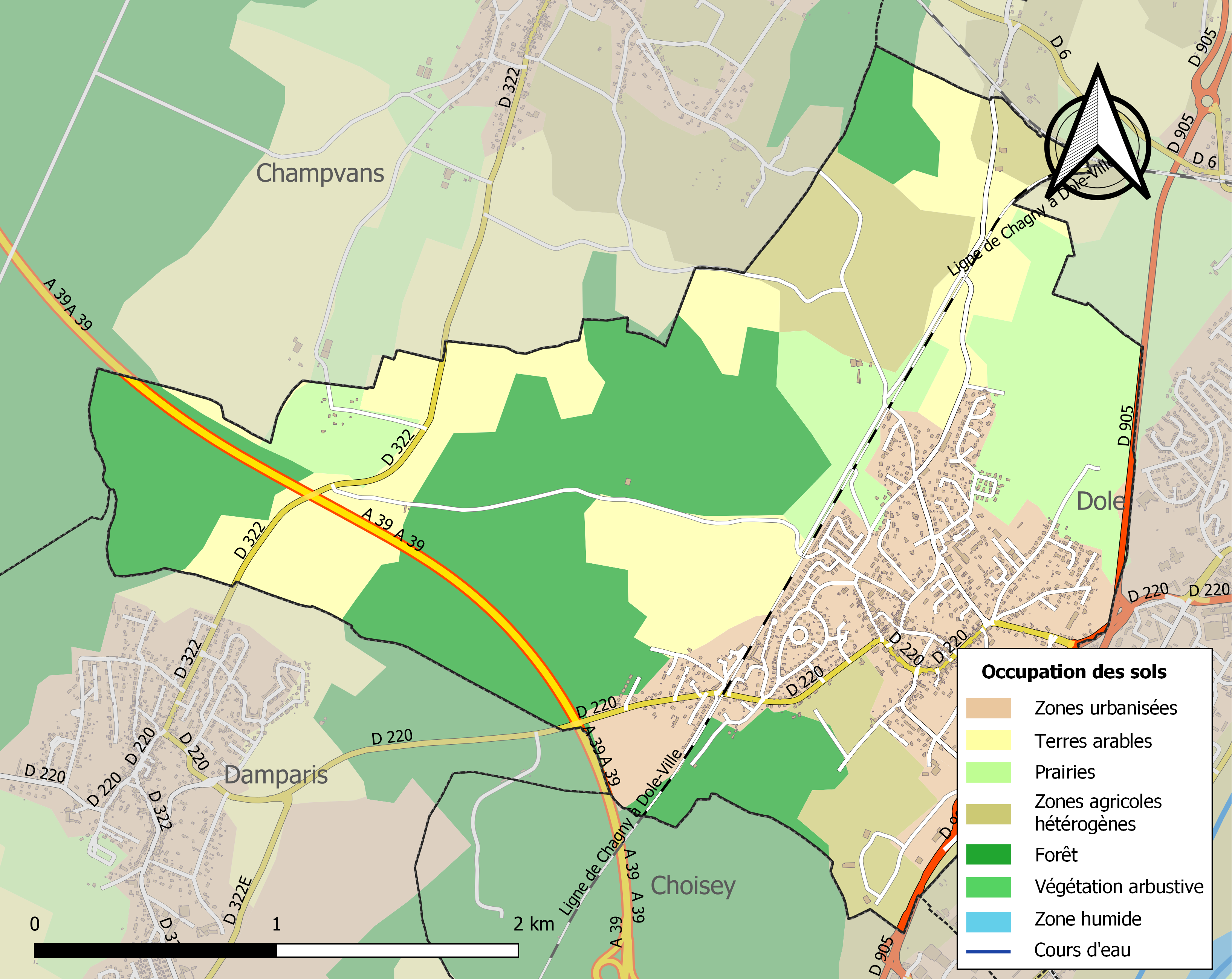
Carte des infrastructures et de l'occupation des sols de la commune en 2018 (CLC).

## Histoire

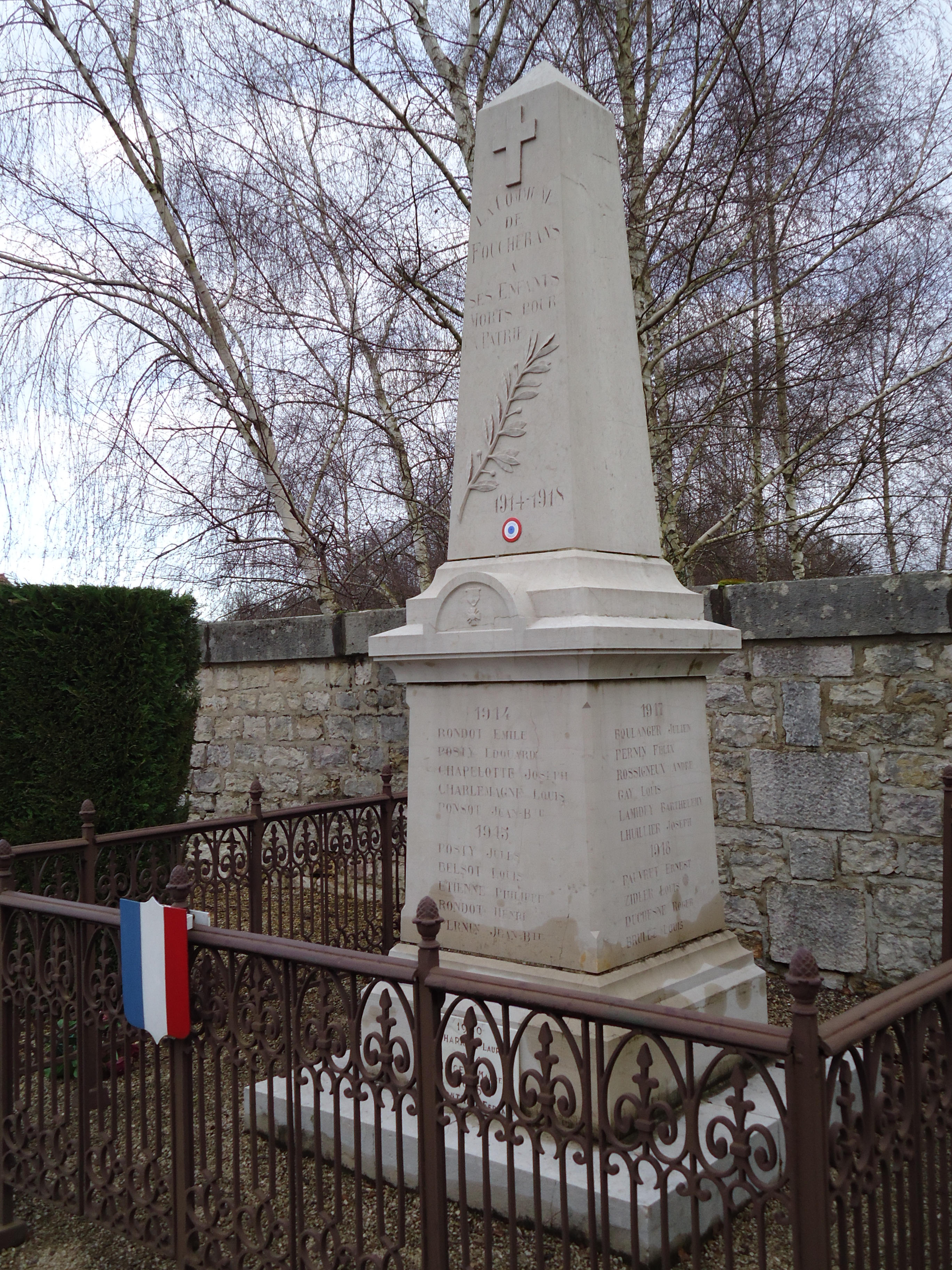
Monument aux morts de la Première Guerre mondiale en hommage aux « enfants de Foucherans morts pour la Patrie ».

Apparu vers l'an Mil, la bourgade est dominée par un château féodal bien avant 1300. Pourvu d'une charte de franchises en 1360, Foucherans devient une enclave du Duché de Bourgogne dans la Comté puis une terre française dans l'empire des Habsbourg.
Sa proximité avec Dole lui fait cependant occuper une position dangereuse. Son territoire a toujours servi de base d'attaque contre Dole lors des guerres de Louis XI en 1477 et 1479 ; de Louis XIII en 1636 et de Louis XIV en 1668 et 1674. C'est depuis le château que les rois ou les chefs militaires ont dirigé les assauts contre Dole. Il abrite, durant deux nuits, le Roi Soleil lors du siège de Dole de 1668.
À partir du XVIIIe siècle, simple village rural rattaché au territoire français, Foucherans se développe d'abord autour d'un haut-fourneau et à partir du XIXe siècle autour des forges des fonderies Audemar-Guyon. Le village connaît alors un essor démographique et une relative croissance urbaine. Une cité ouvrière de 11 habitations est construite tandis que le maître de forge se fait bâtir une demeure, aujourd'hui occupée par les bureaux de la Mairie.
L'église, construite vers 1560 est de style roman et possède deux tableaux de valeur datant du XVIe siècle et du XVIIIe siècle dont un, classé monument historique depuis 1958. Des vestiges importants d'un camp militaire datant de la Seconde Guerre mondiale se trouvent dans le bois de Chevanny.
Au XXe siècle, Foucherans devient le second bourg d'importance, après Dole, avec près de 1800 habitants au recensement de 1999. Au début du XXIe siècle, sa situation le long de la nationale, à proximité de l'autoroute et du TGV, lui permet de développer une zone d’activité importante[réf. nécessaire].

## Héraldique
Michel Molin, conseiller municipal en 1997, prend l'initiative de  la création d'un blason pour la commune. Il a dû présenter plusieurs maquettes et les modifier, avant d'arriver à un résultat accepté par la Direction des Archives de France. En juin 1997, la commune obtient l'agrément officiel. Le blason et les armoiries se présentent de la façon suivante : un soleil, une enclume, une roue de moulin, et la Belaine. Le blasonnement donné par le Ministère de la Culture est celui-ci : « De sinople à la barre ondée d’argent chargée d’une roue de moulin de gueules posée à plomb, accompagnée, en chef d’un soleil d’or et en pointe d’une enclume du même ». Le fond est vert, la barre ondée symbolise la Belaine et la roue nous rappelle que le village a possédé autrefois un moulin à aubes mû par la force hydraulique. Le souvenir du séjour de Louis XIV au château féodal, en 1668, est évoqué par la présence du soleil. Quant à l'enclume, elle rappelle l'histoire du haut fourneau autorisé dès 1743 et la présence par la suite d'une fonderie de deuxième fusion. Le blason est utilisé par la commune dans ses lettres à en-tête et ses différentes manifestations.
|  | Les armes de la commune se blasonnent ainsi : De sinople à la barre ondée d’argent chargée d’une roue de moulin de gueules posée à plomb, accompagnée, en chef d’un soleil d’or et en pointe d’une enclume du même. Description : Sur un fond vert, une barre ondée symbolisant le cours d'eau la Belaine traverse l'écu. En son centre, se situe une roue dentelée rouge, qui rappelle le moulin à aubes du village qui n'existe plus aujourd'hui. En haut, à gauche, est présent un soleil rayonnant, souvenir du séjour de Louis XIV au château féodal, en 1668. En bas, à droite, une enclume de couleur jaune évoque l'histoire du haut-fourneau autorisé dès 1753, puis de la fonderie de deuxième fusion. |

## Politique et administration

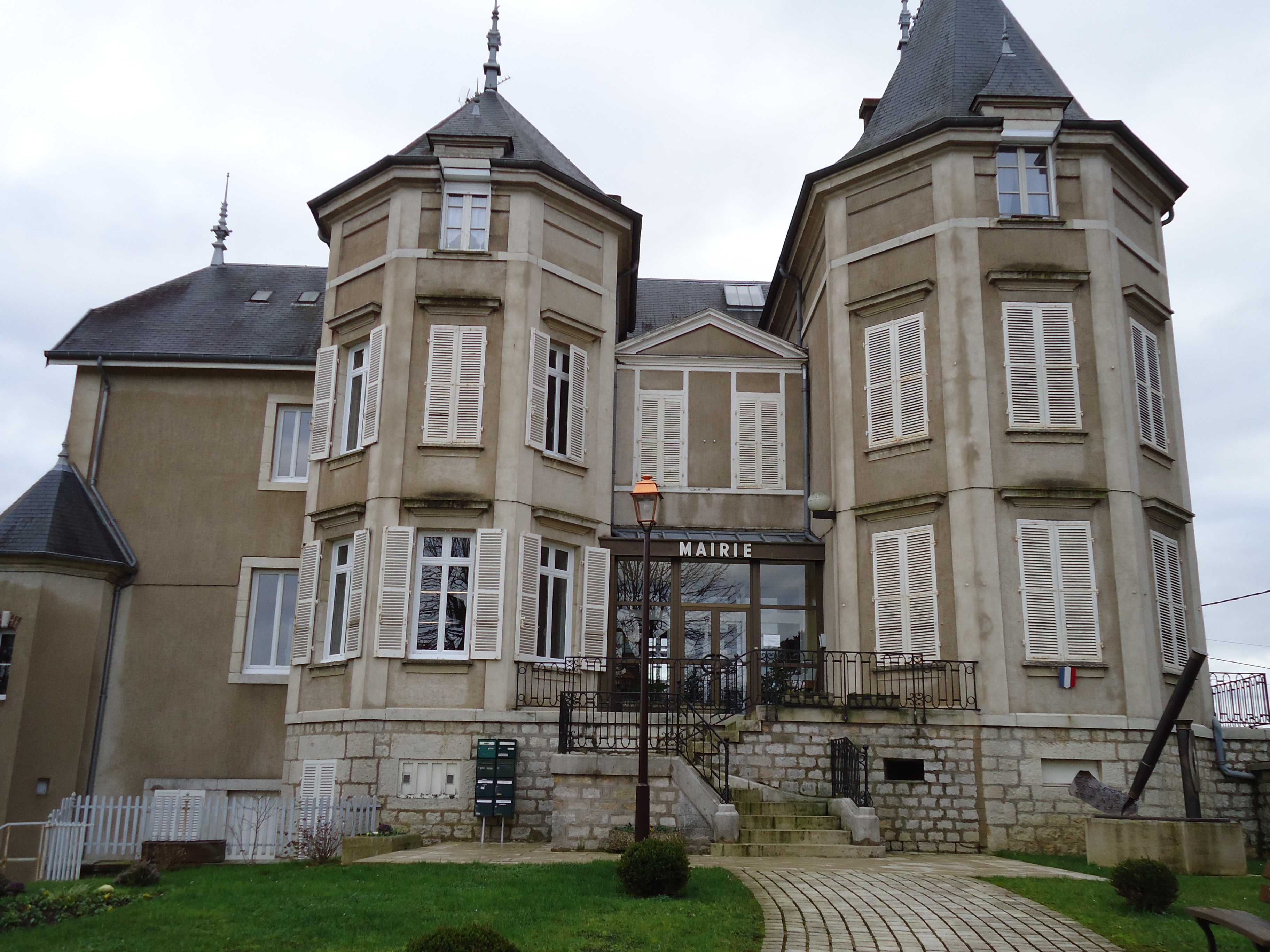
Mairie

| Période  | Période  | Identité                   | Étiquette  | Qualité                            |
| -------- | -------- | -------------------------- | ---------- | ---------------------------------- |
| 1945     | 1947     | Louis Penneçot             |            |                                    |
| 1947     | 1953     | Hippolyte Girard           |            |                                    |
| 1953     | 1959     | Louis Rossigneux           |            |                                    |
| 1959     | 1965     | Roger Bourgeois-République |            |                                    |
| 1965     | 1971     | René Gauthray              |            |                                    |
| 1971     | 1977     | Hermann Luder              |            |                                    |
| 1977     | 1995     | Michel Delcey              | PS         | trésorier                          |
| 1995     | 2001     | Jean Bordat                | Écologiste | pharmacien                         |
| 2001     | mai 2020 | Félix Macard               | DVD        | laborantin retraité                |
| mai 2020 | En cours | Christine Riotte           | LR         | Conseillère départementale du Jura |

## Démographie
L'évolution du nombre d'habitants est connue à travers les recensements de la population effectués dans la commune depuis 1793. Pour les communes de moins de 10 000 habitants, une enquête de recensement portant sur toute la population est réalisée tous les cinq ans, les populations de référence des années intermédiaires étant quant à elles estimées par interpolation ou extrapolation. Pour la commune, le premier recensement exhaustif entrant dans le cadre du nouveau dispositif a été réalisé en 2006.

En 2022, la commune comptait 2 286 habitants, en évolution de +5,88 % par rapport à 2016 (Jura : −0,81 %, France hors Mayotte : +2,11 %).
| 1793 | 1800 | 1806 | 1821 | 1831 | 1836 | 1841 | 1846 | 1851 |
| ---- | ---- | ---- | ---- | ---- | ---- | ---- | ---- | ---- |
| 428  | 519  | 489  | 443  | 469  | 510  | 624  | 654  | 671  |

| 1856 | 1861 | 1866 | 1872 | 1876 | 1881 | 1886 | 1891 | 1896 |
| ---- | ---- | ---- | ---- | ---- | ---- | ---- | ---- | ---- |
| 613  | 617  | 641  | 620  | 584  | 584  | 609  | 615  | 676  |

| 1901 | 1906 | 1911 | 1921 | 1926 | 1931 | 1936 | 1946 | 1954 |
| ---- | ---- | ---- | ---- | ---- | ---- | ---- | ---- | ---- |
| 679  | 713  | 753  | 723  | 764  | 729  | 692  | 952  | 852  |

| 1962  | 1968  | 1975  | 1982  | 1990  | 1999  | 2006  | 2011  | 2016  |
| ----- | ----- | ----- | ----- | ----- | ----- | ----- | ----- | ----- |
| 1 000 | 1 509 | 1 413 | 1 523 | 1 710 | 1 760 | 1 625 | 1 961 | 2 159 |

| 2021  | 2022  | - | - | - | - | - | - | - |
| ----- | ----- | - | - | - | - | - | - | - |
| 2 279 | 2 286 | - | - | - | - | - | - | - |

La commune de Foucherans est passée, de l'après-guerre à nos jours, d'une société rurale encore marquée par l'agriculture à une société sans agriculteur (il n'en reste plus qu'un) avec l'arrivée de populations nouvelles d'origine citadine. C'est à une forte majorité que la commune est peuplée par des gens venus de la ville qui y transplantent leur mode de vie et leurs habitudes en matière d'achats, de loisirs, d'utilisation de services. Ils sont ainsi les moteurs de la transformation rapide à laquelle nous assistons. La famille type, aujourd'hui à Foucherans et le jeune ménage avec des enfants. On trouve dans la commune des logements (collectifs ou individuels) relativement grands, pas trop onéreux à l'achat ou à la location, (mais c'est en train de changer), au milieu d'espaces ouverts assez vastes pour que les enfants puissent s'ébattre en toute sécurité. Le ménage type est donc composé de 4 ou 5 personnes, mari et femme de 25 à 50 ans en moyenne avec 2 ou 3 enfants.[réf. nécessaire]

## Économie
La zone d'activités Rougemont située en périphérie doloise regroupe la quasi-totalité des activités artisanales, commerciales, industrielles et services publics de la commune de Foucherans. Ces dernières années[Quand ?], l'agriculture est en déclin, presque toutes les fermes ont disparu. Elle fait place à des commerces plus modernes.
La zone commerciale de Choisey est aussi toute proche.
La commune compte quelques commerces et restaurants, ainsi que deux hôtels.

## Santé
La commune dispose d'une pharmacie, d'un kinésithérapeute et de plusieurs infirmiers. Il n'y a pas de médecin. Dans le passé et encore aujourd'hui[Quand ?], beaucoup de Foucheranais étaient employés au Centre hospitalier spécialisé du Jura ou au Centre hospitalier Louis Pasteur à Dole.

## Transport
Situé à 3 kilomètres de Dole et à égale distance de Lons-le-Saunier, Dijon et Besançon (environ 45 kilomètres), le village bénéficie d'une desserte remarquable. La route nationale numéro 5 sépare Foucherans de Dole sur près de 2,7 kilomètres. Cet axe dessert les zones d'activités et le centre du village par la route départementale numéro 220. L'autoroute A39 reliant Dijon à Bourg-en-Bresse traverse également la commune, et l'échangeur de Choisey permettant d'y entrer se trouve à 1 kilomètre au sud du village. Il est également facile de rejoindre Foucherans par l'autoroute A36 qui relie Beaune et Besançon. La commune est favorisée aussi par la présence du TGV à Dole et de l'aéroport régional de Tavaux. Une voie ferrée traverse la commune mais celle-ci n'est empruntée que pour le transport de marchandises de l'entreprise Solvay.

## Enseignement

### École primaire du Pasquier

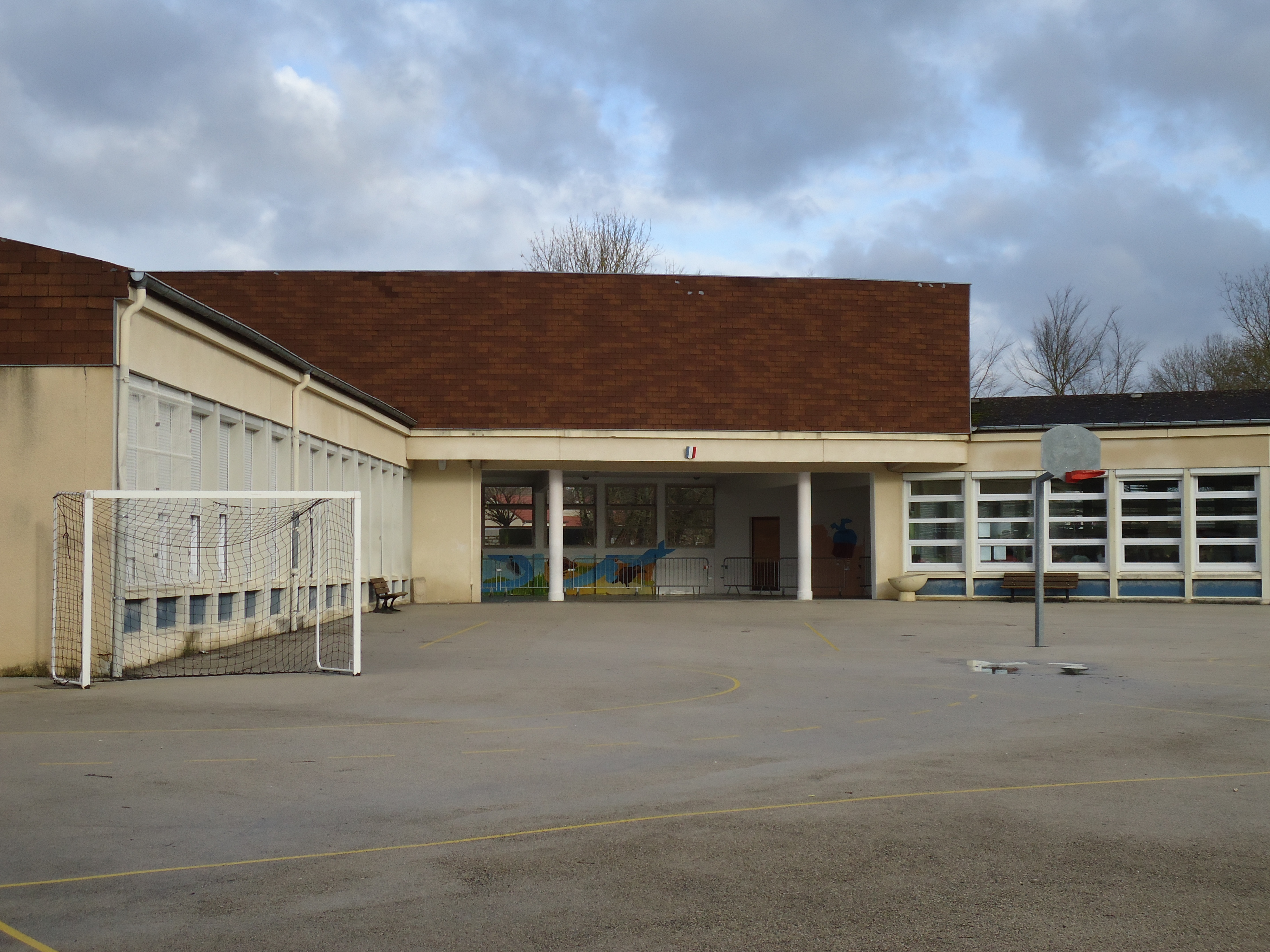
École primaire du Pasquier

Avec l'augmentation de la population (1000 habitants en 1962, 1509 en 1968), la nécessité de créer de nouveaux locaux scolaires devient pressante. En 1962, au Pasquier des Chênes, une première classe sort de terre (architecte Bessière), avec un préau et un bloc sanitaire. Cinq classes seront construites dans les années suivantes, la dernière ouverture officielle intervienant en janvier 1988. Au gré de la variation des effectifs, interviennent des suppressions et des créations. En 1974, une partie du conseil municipal est démissionnaire à compter du 8 mai, à la suite du refus de l'administration académique de surseoir à une suppression de classe à l'école mixte 1. Jusqu'en 1963, la répartition des élèves est basée sur le principe de la gémination appliquée écoles de filles et de garçons. En septembre 1964, l'inspecteur départemental en résidence à Dole décide la gémination de la classe enfantine et la séparation des garçons et des filles dès le cours préparatoire. Une décision qui donne lieu à de nombreuses discussions et qui sera rapportée quelques mois plus tard. Siège de l'école mixte 1, le groupe scolaire du Pasquier accueille en 1981 les trois classes de l'école des filles devenue "école mixte 2". En 1992, les six classes existantes sont regroupées.

### École maternelle

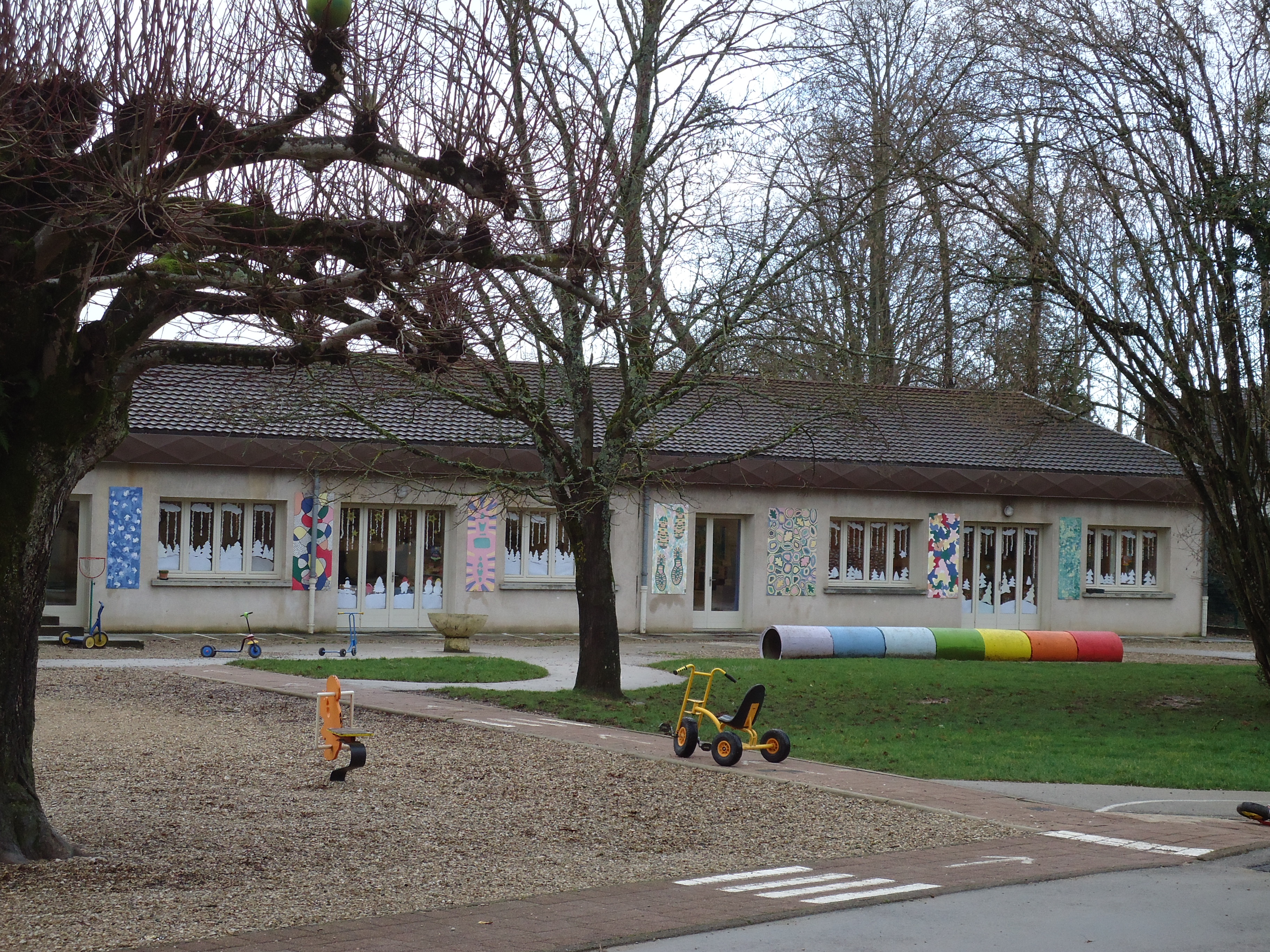
École maternelle

La création officielle de l'école maternelle intervient le 28 janvier 1972 en remplacement des deux classes enfantines rattachées jusqu'alors à l'école des filles. Les enfants sont accueillis dans les deux pièces d'un bâtiment neuf accolé à la salle d'évolutions, bâtiment édifié en 1931. Une troisième classe (section des petits) est créée en 1986 dans l'entresol de la Maison Chalon. De nombreuses améliorations sont apportées pour le confort des occupants. Le cadre champêtre est remodelé, avec l'intégration de la partie arborée. Malheureusement, en raison de la baisse des effectifs et de la non-prise en compte des enfants de deux ans par l'Administration, la suppression d'un poste d'enseignant est effective à la maternelle en septembre 2005.

## Lieux et monuments

### Vieux château
Le premier château féodal mentionné dans la charte de 1360 aurait été démoli par le premier Louis de Playsne, puis reconstruit tel qu’il apparaît aujourd’hui. Il se caractérise par des murs de près de trois pieds d'épaisseur, de vastes cheminées, un rustique mâchicoulis, des meurtrières dans la tourelle et des fossés de 3 mètres de largeur. En 1636, le château devient le quartier général du Prince de Condé qui, sur ordre de Richelieu, fait le siège devant Dole. Peu après, le château abrite durant deux nuits le Roi Soleil lors du siège de Dole en 1668. Démantelé à la fin du XVIIIe siècle, les fossés sont comblés, des granges et des écuries sont construites à côté et le fermier du domaine s'installe à la place des seigneurs.

### Église

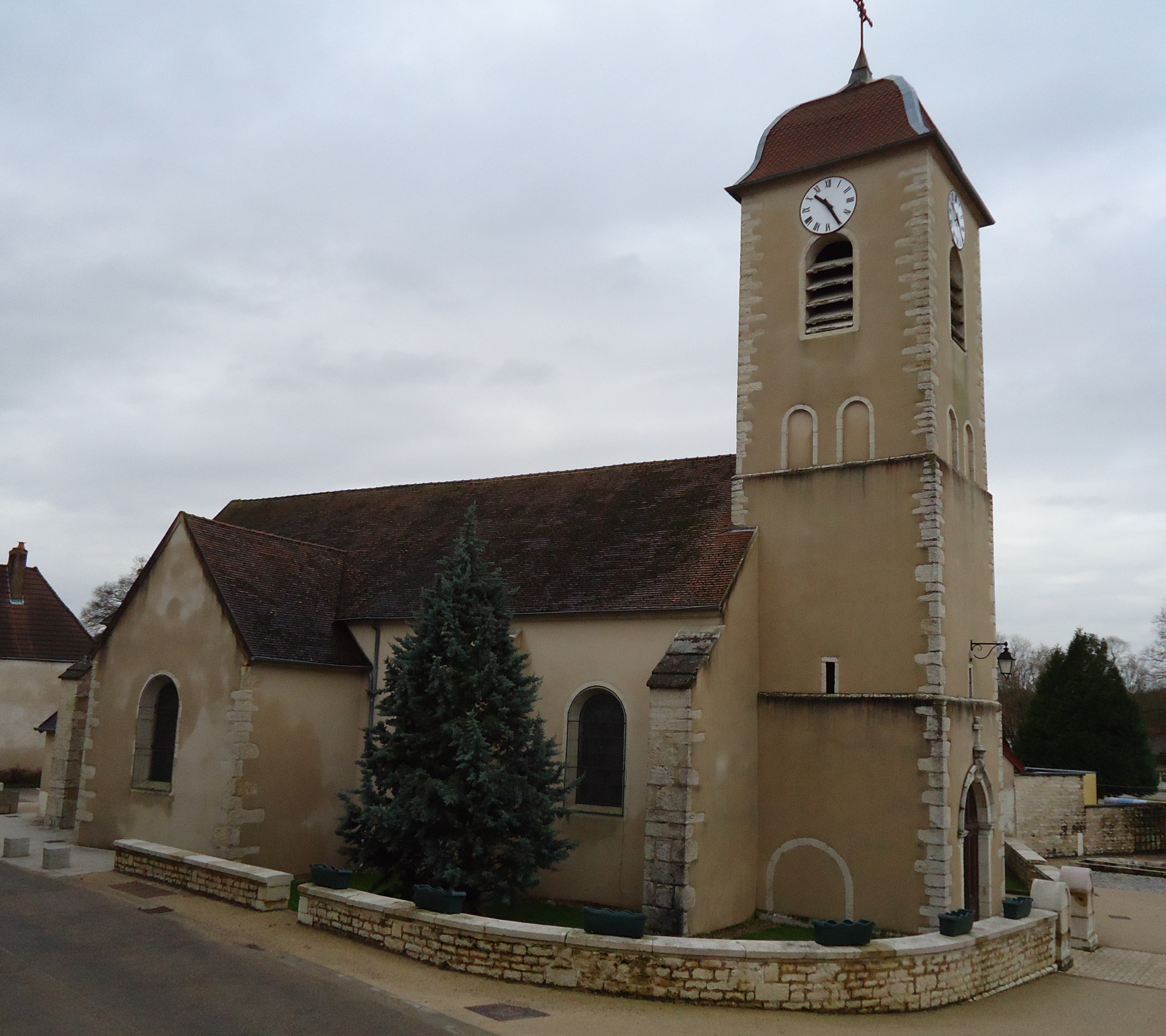
Église.

Jusqu’au XVe siècle, une chapelle dite de Saint-Martin de Séans érigée entre Dole et le village réunissait les paroisses de Foucherans, les Mars et Truchume. Les Foucheranais construisirent une nouvelle église au XVIe siècle, de style roman. La Chapelle comme ces deux derniers villages furent détruits par les armées de Louis XI. L'église fut bénie en 1568. En 1801, le dôme du clocher fut reconstruit. Restaurée en 1950, elle possède deux tableaux de valeur datant du XVIe siècle et du XVIIe siècle, dont un est classé monument historique depuis 1958. Elle fut restaurée de nouveau en 2001.

### Maison des maîtres de Forges
Même si le style néogothique de ses ouvertures ne permet pas de lui situer une origine médiévale, il s'agit là d'une maison fort ancienne du village : elle existait en 1743, à l'ouverture du fourneau, à côté de la halle à charbon et servait à l'étage, de logement aux tout premiers maîtres de forges. Pendant la vie de l'usine, elle a reçu différentes affectations : bureaux, magasins, mais a été surtout plus ou moins abandonnée, après que la famille Audemar se fût installée dans ses nouveaux bâtiments à Dole et dans la demeure construite à Foucherans (actuelle mairie).
Pendant la Seconde Guerre mondiale, madame Audemar et quelques bénévoles du village y avaient installé à l'étage, un bureau de la Croix-Rouge française. En 1946, la maison a été transformée et modernisée par Pierre Blanchard qui en fit son habitation. Elle est restée dans la famille pendant un demi-siècle et a été vendue en 2004 à la Sarl Le Parc.

### Cités ouvrières
Vers 1900, à l'apogée des forges, André Audemar décide la construction de cités ouvrières. Onze bâtiments sont prévus, comportant chacun plusieurs logements destinés aux ouvriers de l'usine souvent venant de l'extérieur pour travailler et qui ne peuvent trouver habitation au village. Il s'agit de solides bâtisses en pierre, couvertes de tuiles et construites sur des terrains appartenant à la société, pour la plupart le long de la rue des forges. Chaque appartement, très simple, comprend généralement, sur un ou deux niveaux, une grande cuisine et une ou deux chambres. Chacun possède un lopin de terre indispensable à la culture des légumes pour assurer, en ces temps difficiles, la nourriture de la famille. Ainsi pendant une trentaine d'années, Foucherans aura vu s'organiser autour de son usine une véritable cité ouvrière. Après la fermeture, en 1930, beaucoup d'ouvriers ont gardé leur appartement et sont partis travailler à l'usine de Dole. À partir de 1962, les appartements ont été facilement vendus à des particuliers qui y ont installé le confort nécessaire, au gré de leurs désirs.

### Camp allemand de laSeconde Guerre mondiale

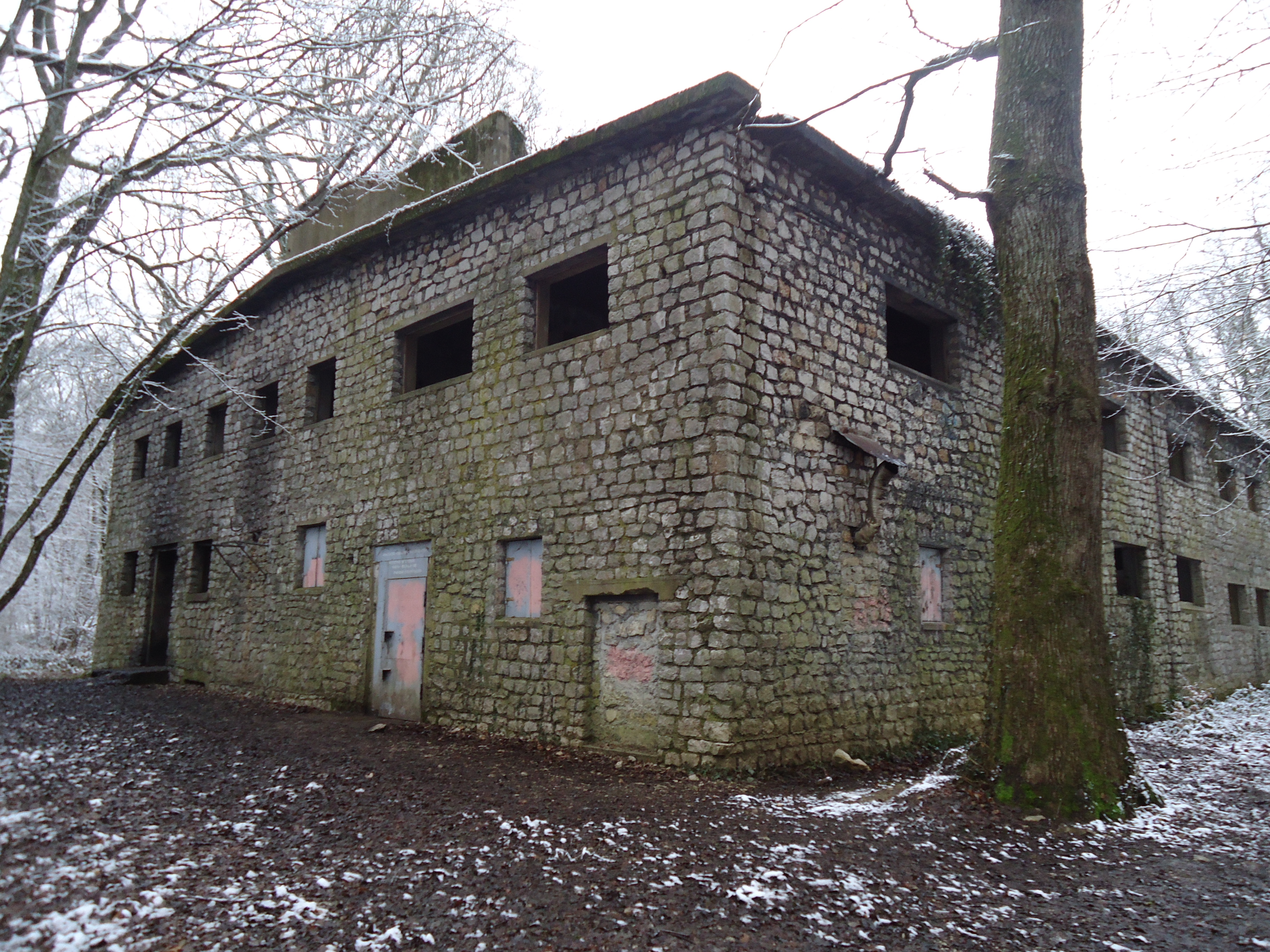
Camp allemand de la Seconde Guerre mondiale

La construction de ce camp dans le bois de Chevanny sur le territoire de la commune de Foucherans commence en 1943 ; il couvre au bout de quelques mois un vaste espace de plus de quatre hectares à la lisière du bois de Chevanny. Dès le départ précipité des troupes allemandes, le camp est abondamment pillé par la population qui manquait de tout, l'occupant avait même brûlé diverses armes légères et munitions qui l'encombraient, certaines seront récupérées par des villageois.
Le Camp sera dans un premier temps occupé par les Américains de l'Engineer Air Force qui durant près de six mois, de la libération à avril 1945 en feront un lieu d'hébergement et un dépôt de matériel : plaques PSP, pièces et moteurs d'avion de rechange, munitions légères et divers...
Divers bâtiments seront vendus aux domaines et à des ferrailleurs pour récupération, d'autres entièrement démontés pour être réutilisés ailleurs (ville de Puteaux). Les tranchées visibles le long du chemin sont le fait de l'arrachement des canalisations.
Dès 1967, le site est utilisé comme décharge pour les gravats alentour de la piscine et d'ordures ménagères sur l'emplacement de l'ancienne cantine allemande, la décharge est aujourd'hui fermée. Certaines fondations seront arasées au bulldozer pour favoriser les reboisements et la plantation de sapins à l'est du camp.
De nombreuses propositions et tentatives de rachat du site par des industriels ou des particuliers, pour des utilisations des plus sérieuses et diverses aux plus fantaisistes seront sans suite : camping, parc d'entreprise, discothèque, funérarium, etc.

### Ancienne gare de Foucherans
En 1845, le Conseil municipal vote une subvention de 100 francs en faveur du projet de la ligne Lons-le-Saunier-Dole. En 1860, il demande l'établissement d'une ligne sur la rive gauche de la Saône, allant de Chalon-sur-Saône à Dole, alors que le projet initial favorise la rive droite. L'assemblée municipale renouvelle sa prise de position en 1861, estimant que si le projet qu'elle soutient est plus onéreux (2 millions de Francs supplémentaires en raison de 3 kilomètres supplémentaires), sa réalisation permettrait une meilleure circulation des produits du terroir et des richesses du sous-sol. Finalement, c'est l'implantation sur la rive gauche de la Saône qui est retenue.

En 1867, alors que débutent les travaux de la ligne Chagny-Dole, la municipalité est appelée à se prononcer sur le choix de l'implantation d'une station. Les conseillers choisissent le hameau de Belvoye (halte de Parthey). En 1868, ils sont favorables à l'implantation d'une station en haut du village. Deux voies sont mises en service, l'une le 20 octobre 1871 et l'autre le 24 mai 1878.

### Labyrinthe de maïs
En 2012, une initiative d'agriculteurs[précision nécessaire] permet la création au sein d'un champs de maïs de 20 000 m² de 4 labyrinthes et 2 parcours, formant ainsi un grand labyrinthe. Ce dernier est désormais un lieu touristique,.

## Nature
De part et d'autre de la ligne de chemin de fer, le territoire communal est divisé en deux zones paysagères bien distinctes. À l'ouest s'étendent forêts et espaces agricoles et à l'est l'espace urbanisé. Les forêts recouvrent plus de la moitié des espaces naturels de la commune (environ 205 hectares). Les deux principaux bois sont celui de la Manche et celui de Chevanny. Au sud se trouve le bois des Ruppes dans lequel un étang artificiel a été aménagé pour les loisirs. Les terres agricoles sont exploitées par plusieurs agriculteurs qui pratiquent la culture céréalière, l'élevage et la polyculture. La commune possède des zones humides : frênes, aulnes, saules. L'urbanisation en milieu rural est inexistante ou presque car on trouve dans le bois de Chevanny un ancien camp militaire datant de la Seconde Guerre mondiale; dans la Combe des Archers, une maison forestière et à proximité des trois étangs de Myarle, un petit hameau.

### La Belaine

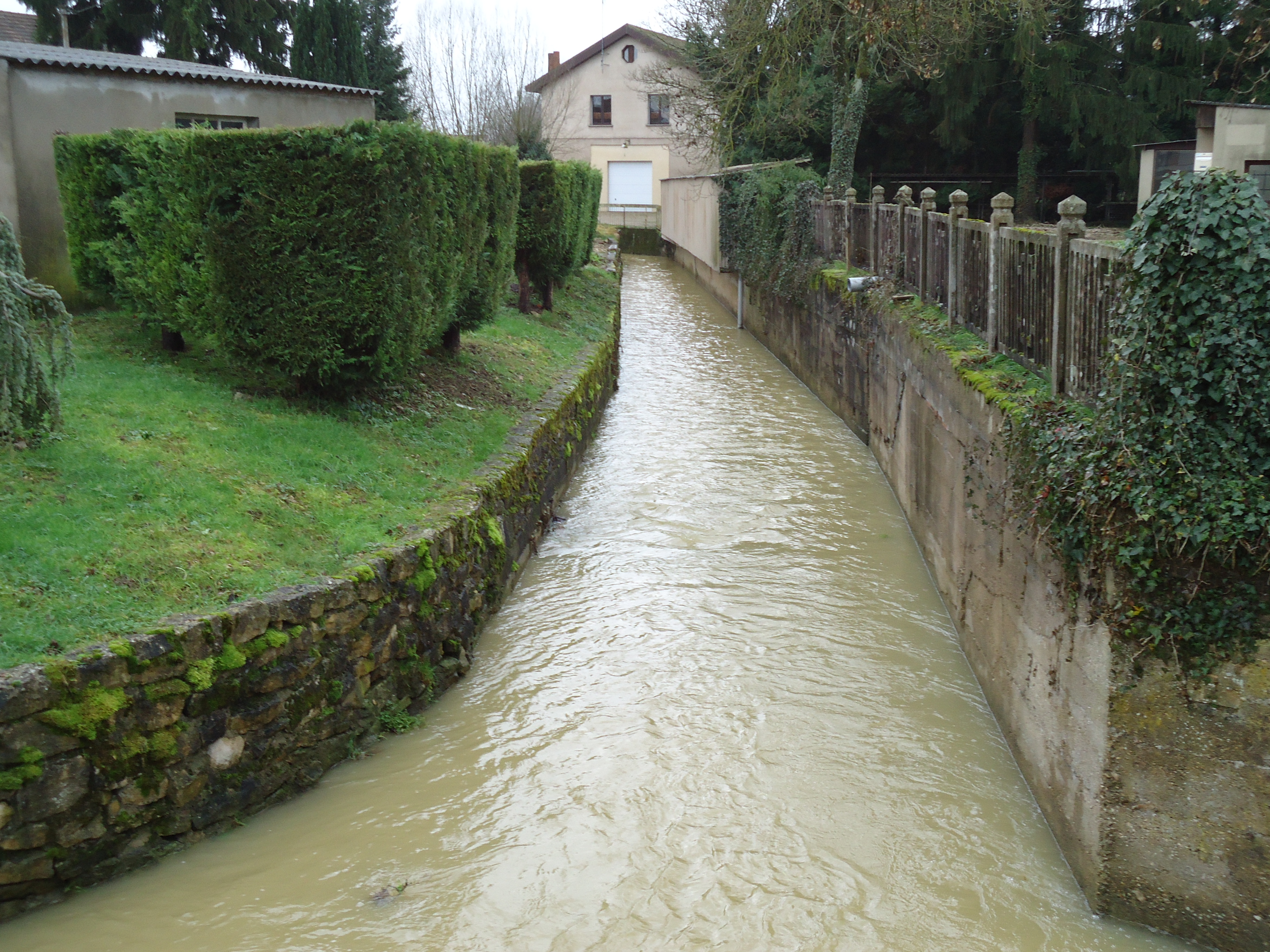
La Belaine ruiselle entre les habitations du village

De dimensions modestes, la Belaine, qui traverse le village, est indissociable de son histoire. La Belaine naît au creux de Belaine, source vauclusienne de 6 à 7 mètres de diamètre, longtemps à la frontière du Duché et du Comté de Bourgogne, maintenant sur le territoire de la ville de Dole. Dans les temps géologiques anciens, son cours se dirigeait vers le bassin du Doubs, tout proche, après la traversée de Foucherans, mais son cours a dévié pour désormais converger vers la Saône, distante d'une vingtaine de kilomètres, inondant au passage une vaste zone de plaine, demeurée marécageuse et humide. Les noms de lieux en témoignent : la Grande Noue, le bois de Noue Folin, la Mare d'Assier, Sur la Grande Mare, la Fontaine, l'Etang de Montfranchard, l'Aige des Marais, etc. L'observation de ce lit naturel de la rivière, associé au fait qu'elle ne se tarit jamais (les années exceptionnelles de sécheresse comme 1976 et 2003 peuvent en témoigner) doit interroger sur l'importance de son bassin karstique. Celui-ci se prolonge en effet très certainement en direction du nord, ce qui donne à la rivière une plus grande dimension, sur le territoire de la ville de Dole, sous les zones récemment urbanisées du Crechot et de la Combe Truchenne, ou plus anciennement bâties de Landon, le long de la rue des Bruyères, jusqu'au pied du Mont-Roland et du Grand-Mont, et peut-être au-delà.

### Étang communal

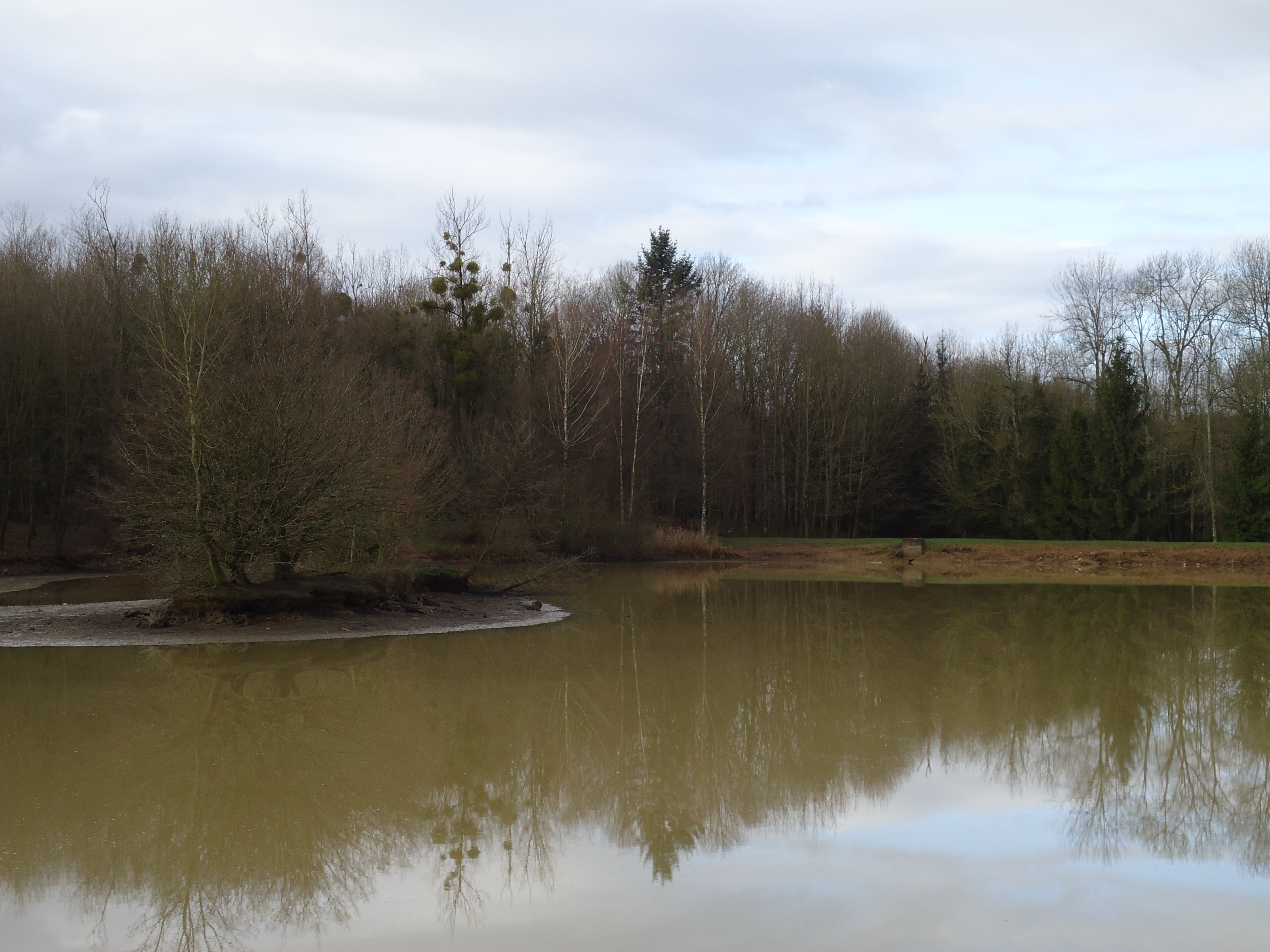
Étang communal

En 1992 est créé un étang communal près du chemin de la Fontaine au Loup et non loin du bois du Fourg. Il constitue un lieu de pêche apprécié des amateurs, et le cadre du concours de pêche organisé lors des fêtes patronales. Par la suite, un parcours santé et un parc animalier ont été aménagés pour le confort des habitants de la commune.

## Personnalités liées à la commune

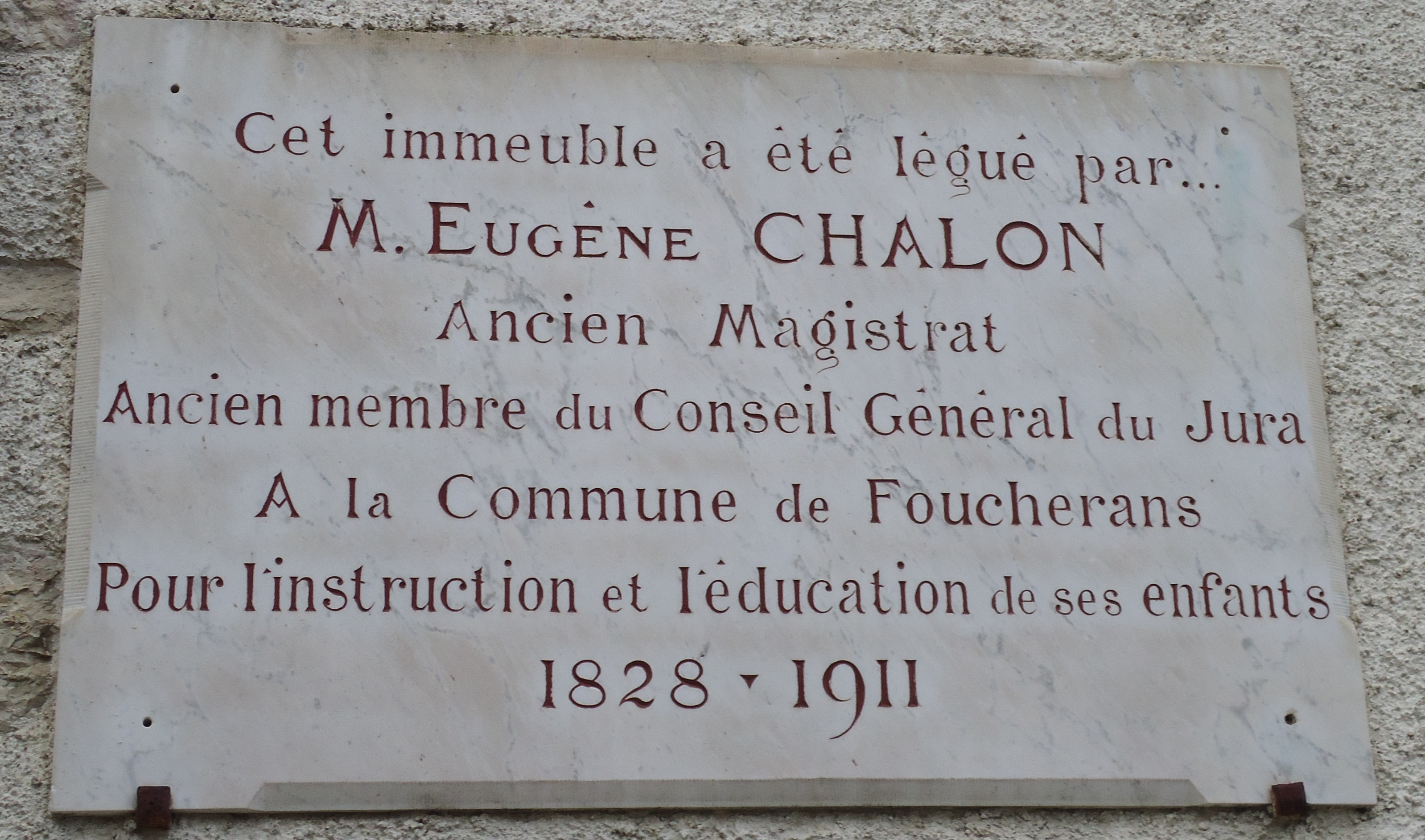
Plaque dédiée à Eugène Chalon

- Eugène Chalon (1828-1911), ancien magistrat et conseiller général, peintre, qui a fait don au musée des Beaux-Arts de Dole d'une imposante collection de tableaux, et à la commune de sa propriété qui abrite l'école maternelle et le centre de loisirs. Une plaque lui est consacrée.
- Guillaume de Rochefort (1439-1492), frère de Guy de Rochefort.
- Fabienne Zidler (1895-1992), infirmière et musicienne.
- Marie-France Briselance (1945-2018), écrivaine et scénariste, née à Dole, elle passe son enfance et son adolescence à Foucherans. Épouse de Jean-Claude Morin, réalisateur, qui tourne à Foucherans deux courts-métrages de fiction, inspirés d'un fait-divers réel du village.

## Filmographie

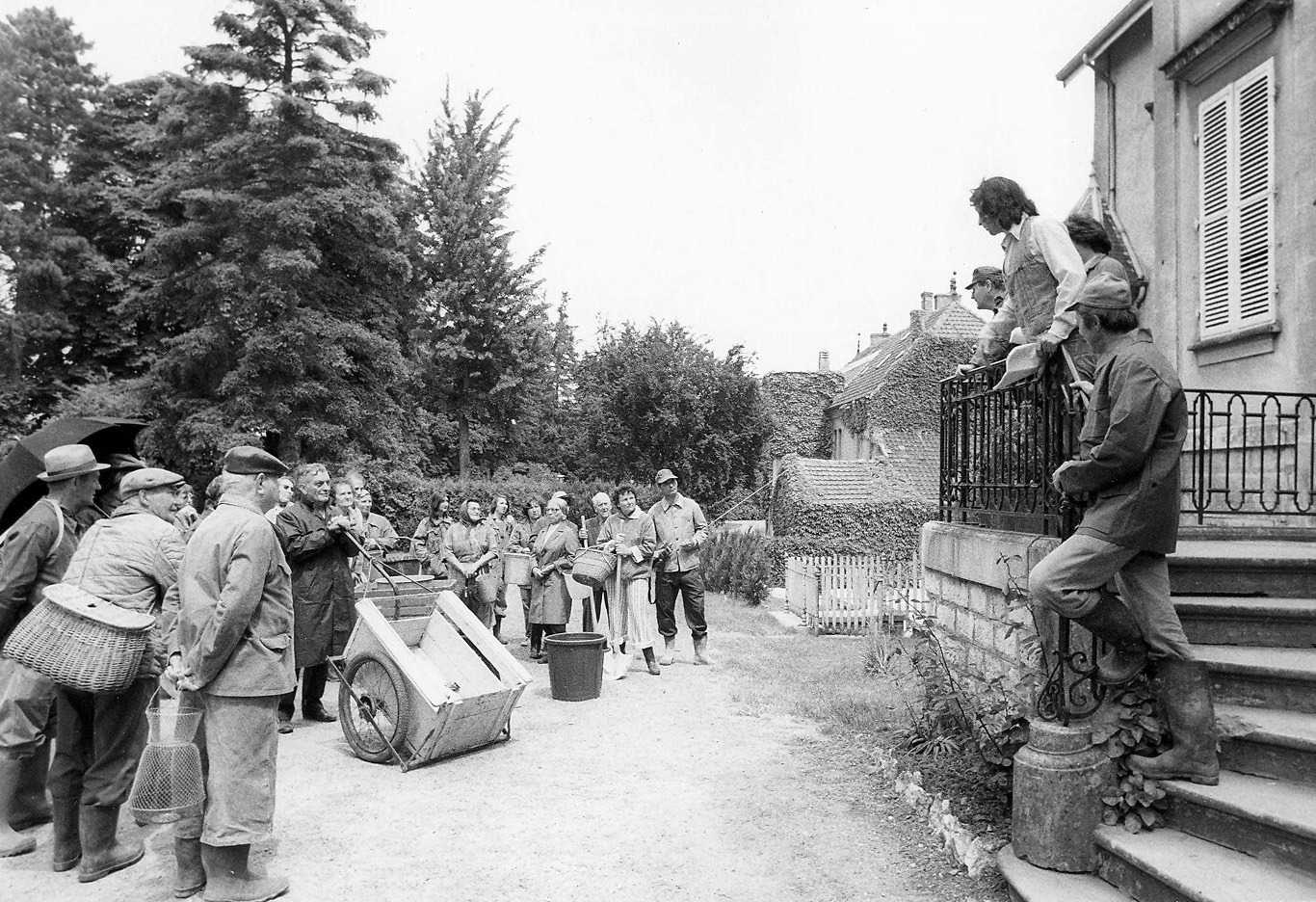
La Bêtacorne, les volontaires se pressent devant la mairie, munis des moyens nécessaires pour ramasser les escargots.

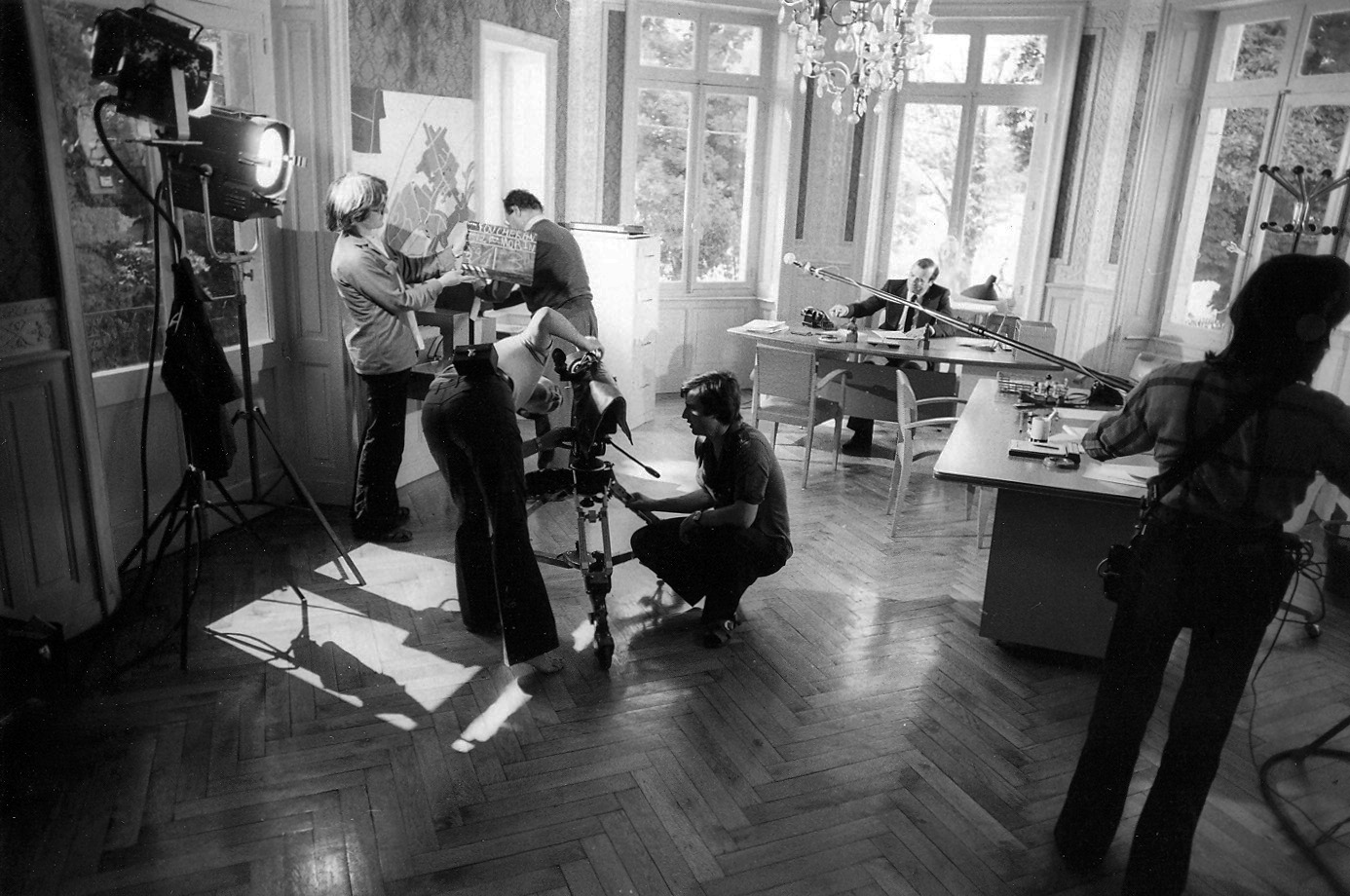
La Bêtacorne, tournage dans la mairie, transformée en studio de cinéma.

En 1978, le réalisateur Jean-Claude Morin tourne du 12 au 16 juin, deux courts-métrages de fiction inspirés par un fait-divers authentique survenu à Foucherans. Ces deux fictions, intitulées La Bêtacorne (1ère partie : « Des escargots et des gens », 2ème partie : « Les cornes d'abondance ») racontent comment un convoi SNCF transportant des milliers d'escargots provenant de Turquie à destination de l'usine Ménétrel, et dont le système de ventilation est tombé en panne, est forcé d'abandonner dans le bois de Chevanny les pauvres cagouilles réputées mortes de chaleur. Mais une pluie providentielle les ranime et les gastéropodes envahissent le village, se reproduisant par centaines de milliers. Le maire, interprété par le comédien Jacques Boulin, est assailli de coups de téléphone de la part de divers Foucheranais et Foucheranaises, et doit organiser sur plusieurs jours de gigantesques chasses à l'escargot en mobilisant les habitants de la commune (les vrais de l'époque). L'école, elle aussi visitée par les escargots, étudie la gente gastéropode (les vrais écoliers de Madame Desanti pour l'année 1978). Bientôt, les habitants se nourrissent exclusivement d'escargots et stockent de nombreuses conserves. L'histoire se termine par une quarantaine du village, organisée par le préfet, et le décollage des Mirage III de la base de Dijon qui survolent la zone, censés répandre un produit défoliant pour supprimer par cachexie mortelle les envahisseurs à coquille.

## Vie associative
Le phénomène associatif est très ancien au village. Des associations ayant des buts très divers sont apparues comme celles qui s'intéressent à la gestion d'intérêts locaux, aux sports, à la musique, au théâtre ou aux fêtes et à l'animation. Elles organisent des manifestations contribuant à l’animation du village : fête patronale, foire à l'escargot, puces, etc. Deux écoles accueillent les enfants, de la maternelle au CM2, auxquelles s'ajoutent un centre de loisirs, une garderie et une cantine.

### Associations sportives
- Association Sportive de Foucherans section football : A.S.F, création en 1922.
- Pétanque sportive de Foucherans, création en 1957.
- Ricard's Men Club, création en 1983.
- Association Sportive des Pongistes du Tennis de Table de Dole-Foucherans : A.S.P.T.T Dole-Foucherans, création en 1999.
- Judo Club Dole section Foucherans, création en 1999.
- Gymnastique Foucherans

### Autre associations
- Société de Secours Mutuels (ancêtre de la Sécurité sociale), création en 1856.
- Entente musicale de Gevry-Foucherans (anciennement Société de musique), création à la fin du XIXe siècle.
- Groupe théâtral, création en 1937.
- Association Communale de Chasse Agréée de Foucherans : A.C.C.A, création en 1940.
- Association Loisirs et Culture (ou Foyer Rural), création en 1964.
- Cantarelle (anciennement Chœur au chant), création en 1964.
- Amis du creux de la Belaine (anciennement Club du Troisième Age), création en 1973.
- Association Jurasienne des anciens combattants d'Outre-Mer : A.J.A.C.O.M, création en 1976.
- Association syndicales
- Blaineux, création en 1995.
- Anim' Jeunes, création en 1995.
- Comité de fête, création en 1997.
- Club de marche, création en 2002.
- Gueules Noires, création en 2002.
- Inertie, création en 2009.
- Flashing Steps

## Foire de l'escargot
Le 17 mars 1990, Jean-Marc Guilhermet crée la première foire de l'Escargot, dans un but d'animation du village, foire qui se renouvelle chaque année. Chaque début de mars, les responsables de l'association sportive de Foucherans organisent la Foire de l'Escargot. La manifestation a évolué au cours des ans : lors des premières éditions, l'aspect foire prédominait : le nombre d'exposants très réduit la première année va progresser relativement vite.
Et dès 1995 la foire obtient un retentissement qui dépasse les frontières du département. Sur la foire on trouve toutes les catégories de marchands et artisans : métiers de bouche, vente de vêtements et chaussures, produits de toutes sortes, artisans qui exposent leur matériel (chauffage, isolation ...), concessionnaires de voitures ... Les Établissements Ménétrel tiennent un stand pour présenter le roi de la foire et un casse-boîte d'escargots est installé.
Quant à l'association sportive elle assure la restauration sous un chapiteau placé sur la place face au clos Pidoux. Une tombola est organisée : premiers prix voyage au soleil, voyage à Paris ... et les lots secondaires sont fournis par les exposants (bibelots, produits régionaux ...) . La foire est sonorisée et animée par un speaker.
Puis ouverture d'un salon gastronomique et ajout d'une fête foraine. Aux exposants viennent se joindre des "puciers".
Le mode de vie évolue et le nombre d'exposants forains se réduit alors que le nombre d'exposants "puciers" augmente sérieusement pour dépasser le chiffre de 130 vers les éditions 2004.
Les Établissements Ménétrel, spécialisés dans les plats cuisinés, puis les escargots ont été créés en 1883 et se sont installés à Foucherans en 1946 sous la direction de Pierre Blanchar qui sera épaulé plus tard par ses enfants Jean-Paul et Philippe.
La matière première, le gros blanc de Bourgogne est importée de Turquie et Grèce principalement. En 1990, les établissements Ménétrel préparent l'équivalent de 1500 tonnes de gastéropodes qui sont exportés dans le monde entier (États-Unis, Japon, Thaïlande, Australie, Canada, etc.) 
L'usine du village emploie, selon la saison, entre 30 et 70 personnes utilisant des moyens modernes telle une peseuse électronique...
Malgré son dynamisme, les établissements Ménétrel vont subir le choc des lobbies internationaux et doivent fermer début 1992 et quitter la foire ... dès 1993.
L'histoire de la conserverie a profondément marqué le village et ses habitants et c'est pour marquer cet attachement que la foire fut baptisée : FOIRE de l'ESCARGOT.
En hommage aux établissements Ménétrel, un escargot (fabriqué en inox par un particulier) a été érigé sur le rond-point à l'entrée du village.

### Bibliographie

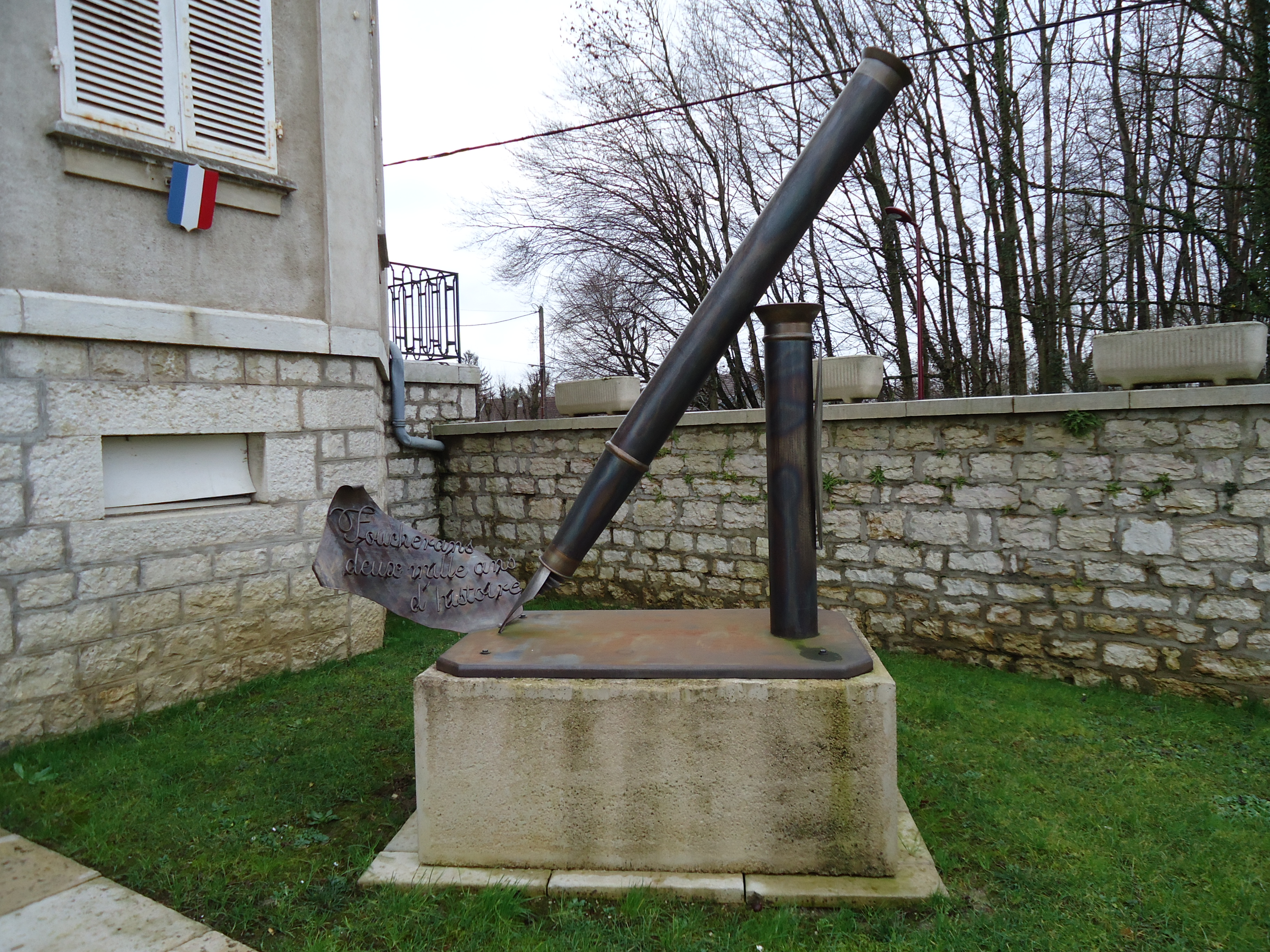
Ce stylo-plume est érigé devant la mairie. Il a été fabriqué en inox par un particulier qui est le même créateur que l'escargot sur le rond-point à l'entrée du village. Sur la plaque représentant un bout de papier, il est écrit : Foucherans deux mille ans d'histoire en référence au livre consacré à la commune.